# Harzer

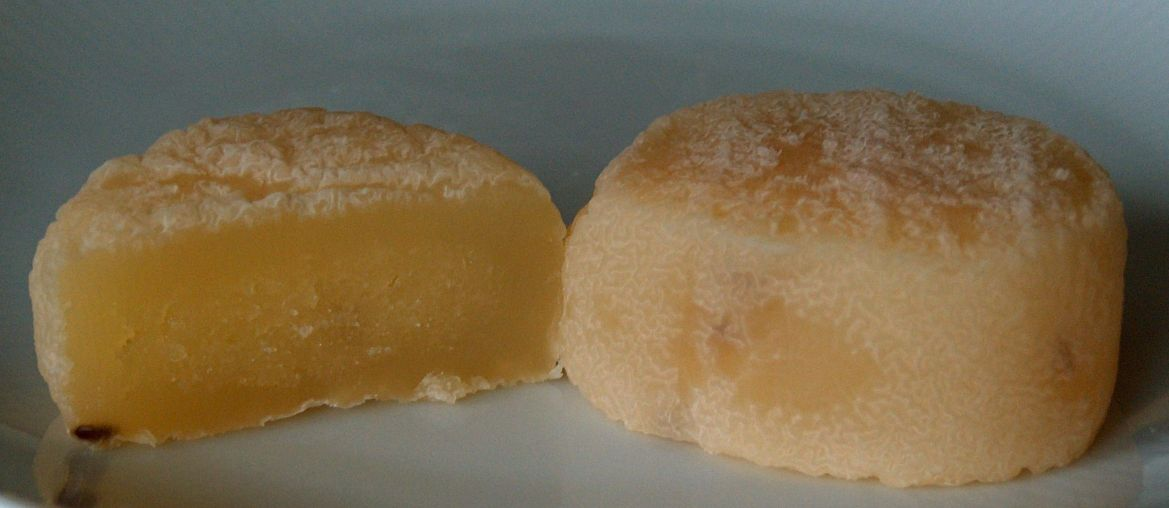
Queijo harzer

Harzer é um queijo tradicional da culinária da Alemanha.
Trata-se de um queijo de leite acidificado, fabricado segundo métodos tradicionais, de acordo com a regulamentação alemã relativamente aos processos de fabrico de queijo, apresentando um baixo teor de gordura.
Pode apresentar um tamanho pequeno e uma forma redonda, sendo nesse caso também chamado Handkäse. Caso apresente um tamanho um pouco maior e forma cilíndrica, recebe o nome de Stangenkäse. Frequentemente, o tipo pequeno e redondo deste queijo é também vendido numa embalagem cilíndrica, chamando-se, nesse caso, Harzer Rolle.
O queijo harzer é normalmente temperado com alcaravia. Existem variedades com bolores brancos, denominadas nobres, e variedades com bolores vermelhos. Esta última variante apresenta um sabor mais forte. Ambas as variantes adquirem um cheiro intenso. O tempo de maturação pode variar entre apenas alguns dias até várias semanas.
Pode ser consumido com pão, mostarda e pepino.
Em 2001, a produção de queijos de leite acidificado na Alemanha ascendia às 30 000 toneladas anuais.